# クリスマス・ツリー (リスト)
『クリスマス・ツリー』（独: Weihnachtsbaum）は、フランツ・リストが1874年から1876年にかけて作曲したピアノ曲。
1980年に出版された。サール番号はS.186。

## 概要
この曲はリスト晩年のローマ時代に、孫娘ダニエラのために作曲したものである。1980年に、12曲にまとめた版がベーレンライター出版社から出版された。
この曲は古い民謡や教会の聖歌などを原型としたもので、日本でも1988年に日本リスト協会によって初演されている。

## 楽曲構成
作品の多くはクリスマス・キャロルに基づいている。
個々の部分は次のとおり。
- 第1曲　古いクリスマスの歌 Psallite　；　この楽曲は詩篇歌の歌詞がついているが、ピアノのみでも弾くことが可能な曲である。
- 第2曲　おお、聖なる夜！ O heilige Night!　；　この楽曲も第1曲と同様に、クリスマスの歌詞が付いている。
- 第3曲　かいば桶をかこむ羊飼いたち Die Hirten an der Krippe 　；　　この楽曲はハルモニウムで弾くことも可能である。6/8拍子の曲。この楽曲の動機は、アッシジの聖フランチェスコの太陽賛歌と共通している。
- 第4曲　信者たちよ、キリストへ Adeste fideles　；　この楽曲は東方三博士の行進になっていて、今日でも教会で賛美歌として歌われている。
- 第5曲　スケルツォーソ Scherzoso　；　人々がクリスマス・ツリーのろうそくに火をともす。
- 第6曲　鐘 Carillon　；　教会の鐘が静かに鳴る。
- 第7曲　仮眠のうた Schlummerlied
- 第8曲　古い田舎のクリスマスの歌 Altes provencalisches Weihnachtslied
- 第9曲　晩鐘 Abendglocken　；　リストは青年期から晩年まで鐘をピアノで表現している。
- 第10曲　むかし Ehemals
- 第11曲　ハンガリー Ungarisch-Natale Ungherese
- 第12曲　ポーランド Polnisch-Natale Polacco

第11曲と第12曲は技巧的で、それぞれリストとカロリーヌの故郷を象徴しているといえよう。